# Genotypowanie
Genotypowanie oznacza określanie lub sprawdzanie za pomocą technik molekularnych (np. sekwencjonowania) sekwencji nukleotydowej określonych rejonów DNA (genów lub ich fragmentów), lub zmian w tych rejonach (mutacji, polimorfizmów) między innymi celem identyfikowania poszczególnych genotypów.